# Ахмед I
Ахмед I Бахти (осм. тур.  Aḥmed-i evvel; тур. I. Ahmet; 18. април 1589 — 22. новембар 1617); 14. османски султан и 93. исламски калиф. Од оца Мехмета III, од мајке Султаније Хандан.
Ахмед I је дошао на престо 1603. године сасвим млад, са својих 14 година. Био је јако религиозан. По његовом наређењу је изграђена Султан Ахмедова џамија, највећа џамија у Истанбулу и једина која има шест минарета. Архитекта џамије је био Седефкар Мехмед-ага, који због старости није могао да дода још неке стварчице у унутрашњости које му је Ахмед наредио.
Склопио је мир са стално побуњеним Персијанцима и 1617. године је дошло да склапања мира са молдавским козацима. Султан је дао уредити да се сви законски прописи налазе у једној законској књизи (Канунама). На самрти је прогласио свога брата Мустафу за наследника, јер је његов син Осман био сувише млад. Био је први султан који није извршио ритуал братоубиства. Братоубиство султана је било уобичајена пракса регулисана законом.

## Биографија
Ахмед је рођен 18. априла 1589. године као трећи по реду син Мехмеда III. Када се он родио, државом је управљао његов деда султан Мурат III. Имао је пет година када је његов отац преузео престо. По тадашњој Османској традицији, Мехмед III је наредио да се деветнаесторица његове браће погуби. Разлог зашто Ахмед није погубио свог брата Мустафу лежи у томе што је он имао трауму из детињства, коју је добио када је видео аге како износе сандуке деветнаесторице његових стричева.
Он је први султан који је реформисао администрацију након његовог прадеде Сулејмана Величанственог. Такође, Ахмед је био познат по томе што је писао песме. Његове песме биле су фасцинантне за његово доба. Користио је псеудоним Бахти.
Султан Ахмед је био узоран и добар владар, који се, налик своме деди Мурату III, држао шеријата и канона, те је владао у складу са религијским правилима и законима. Желео је да постигне достигнућа каква је постигао његов предак Сулејман Величанствени. Имао је жељу да освоји Рим и тиме оствари сан свога претка, Мехмеда II Освајача. Многи данашњи историчари сматрају да би и успео у томе, да га није у томе спречила смрт. Преминуо је веома млад, са непуних 28 година.

## Владавина
У првом делу своје владавине, Ахмед је показао сопствену снагу и одлуку, која су била изненађујућа код младог султана. Упркос годинама, врло брзо се снашао у улози владара. На самом почетку је сузбио утицај високих државних функционера и почео је да влада апсолутистички. Он је први владар који није извршио ритуал братоубиства, поштедевши свог млађег брата Мустафу. Султан Ахмед је, такође, прекинуо традицију слања принчева у санџаке како би спречио немире унутар државе, те обезбедио мир који је Османлијама био преко потребан.
Ратови које је водио били су против Хабзбурга и Персије. Рат наслеђен од оца против Аустрије, завршава се мирним односом између две државе, потписан у Зситватороку 1606. године, при чему је годишњи данак Аустрије укинут. Тим миром је аустријски цар по први пут био дипломатски једнак османском султану. То до тада није важило, будући да су претходни османски владари сматрали да је било који други европски владар на нивоу великог везира.
Након пораза у Османско-сафавидском рату (1603-18), Грузија, Азербејџан и друге османске територије на Кавказу уступљене су Сафавидима уговором Насух-паше из 1612. године. То су територије које су биле освојене у Османско-сафавидском рату, који је трајао од 1578. до 1590. године. Нове границе су извучене по потпуној истој линији као што је потврђено Миром из Амасије 1555. године.
За време његове владавине економска ситуација у царству се стабилизовала након исцрпљујућих ратова, које је султан наследио од његових предака. Корупција у државном врху је престала да постоји, а враћена је и дисциплина унутар војске, а посебно код јаничара. Након побуне Џелалија уследио је период просперитета и поновног враћања снаге Османског царства.

### Османско-Сафавидски рат (1604—1606)
По устоличењу на трон, Ахмед је именовао Џигализаде Јусуф-пашу као команданта источне војске. Војска је марширала из Цариграда 15. јуна 1604. године, што је било прекасно, а када су стигли у источни фронт 8. новембра 1604. године, Сафавидска војска је заробила Јереван, и ушли су у Карс, где су се зауставили код Акхисара. Упркос повољним условима, Синан-паша је одлучио да за зиму остане у Ван, али онда су марширали до Ерзурума да зауставе Сафавидски напад. То је изазвало немире у оквиру војске, и година је практично изгубљена за Османлије.
Године 1605, Синан-паша је јурио да заузме Табриз, али је војска подривала Косу Сефер-пашу, беглербега Ерзурума, војска је марширала независно од Синан-паше и самим тим је он заробљен као ратни заробљеник од стране Сафавида. Османска војска је била усмерена ка Урмији, али су прво морали да оду до Вана, а затим да побегну у Дијарбекир. Синан-паша је за то време изазвао побуну извршавања беглербега у Алепу, Џанбулатоглу Хусејин-паша, који је дошао да пружи помоћ, стигао је прекасно. Убрзо је он умро, а Сафавидска војска била је у стању да заузме неколико стратешких градова.

### Рат са Хабзбурзима
Велики везир Малкоч Али-паша је марширао ка западном фронту из Цариграда 3. јуна 1604. касније је стигао у Београд, али је тамо умро, па је Лали Мехмед-паши додељена дужност новог великог везира и именован је за команданта западне војске. Под Мехмед-пашом, западна војска је повратила Пешту и Вац, али није успела да ухвати Острогон због опсаде која је укинута због временских налета, и приговора војске. У међувремену, краљ Трансилваније, Стефан Боксај, који се борио за независност региона и који је раније подржавао Хабзбурговце, послао је гласника на порти тражећи помоћ. Након обећане помоћи, његове снаге су се придружиле османским снагама у Београду. Овим, Османска војска је била под опсадом Есзтергома, који је био заробљен 4. новембра 1605. године. Боксај, уз помоћ Османлија, заробио је Нови Замки (Уивар), и снаге предвођене под Тириаки Хасан-пашом заузеле су Веспрем и Полат. Сархос Ибрахим-паша, беглербег Велике Каниже, напао је аустријски регион у Истри.
Међутим, са Џелали побунама у Анадолији, Османлије су доживеле пораз у источном фронту, а Мехмед-паша је позван у Цариград. Мехмед-паша је изненада умро тамо, док се војска спремала да оде на исток. Кујуџу Мурат-паша је преговарао за мир у Зситватороку, којим је данак укинут од 30.000 дуката који су плаћали Аустријанци. Овим се сматрало да је Хабзбуршки цар уздигнут у ранг римског императора, те да је тиме једнак турском султану. Џелали побуне били су снажан фактор у прихватању аустријских услова од стране Османског царства. Овај догађај се тумачи као престанак експанзије Османске империје у Европи.

### Џелали побуне
Револт против рата са Хабзбурзима и високих пореза у комбинацији са слабошћу османске војске, био је одговор да Ахмед преда своју владавину Џелалима, на шта он није пристао. Тавил Ахмед је покренуо побуну убрзо након крунисања Ахмеда I и пораза Насух-паше и Кеџдехана Али-паше. У 1605, Тавил Ахмеду је понуђен положај беглербега за Шахризор да заустави побуну, али он је убрзо отишао да зароби Харпут. Његов син Мехмед, је постао гувернер Багдада са лажним Ферманом. Мехмед је убрзо поразио снаге Синан-паше.
У међувремену, Џанбулатоглу Али-паша је ујединио снаге са непријатељима да победи емира Триполија Сеифоглу Јусуфа. Он је наставио да контролише Адани област, формирајући војску и правећи новац. Његове снаге су протерале војску новог беглербега Алепа, Хусејин-паше. Велики везир Дервиш Мехмед-паша Бошњак је погубљен због слабости коју је показао против Џелалија, и био је замењен Кујучу Мурат-пашом, који је отишау у Сирију да са својим снагама порази 30.000 војника побуњеничке војске уз велике тешкоће, мада са одлучним резултатом. У међувремену, он се претварао да је опростио побуњеницима у Анадолији и именовао је побуњеника Календероглу, који је био активан у Маниси и Бурси као санџакбег Анкаре. Багдад је био поново заробљен 1607. године. Џанбулатоглу Али-паша је побегао у Цариград и затражио је опроштај од Ахмеда, који га је именовао за беглербега Темишваре и касније Београда, али је убрзо био погубљен због безакона. У међувремену, Календероглуу није било дозвољено да ступи у град од стране људи из Анкаре, који су се побунили поново, само да се снаге Мурат-паше победе. Календероглу је потом побегао у Персију. Мурат-паша је потиснуо неке мале побуне у Централној Анадолији и потиснуо је остале Џелали заповеднике позивајући их да се придруже војсци.
Због распрострањеног насиља Џелали побуна, велики број људи је побегло из својих села, и већина села су уништена. Неки војни шефови су тврдили да су ова напуштена села њихова имовина. Ово би лишило Порту велике приходе, и 30. септембра 1609. године, Ахмед је издао писмо гарантујући права сељана. Он је тада радио на пресеку напуштених села. Џелали побуна угушена је 1610. године.

### Османско-Сафавидски рат: Мир и наставак
Нови везир, Насух-паша, није хтео да се бори против Сафавида. Сафавидски Шах је такође послао писмо и рекао је да је спреман да потпише мир, којим би он послао по 200 војника у Цариград сваке нове године. Дана 20. новембра 1612, уговор Насух-паше је потписан, а Шах је уступио све земље Османском царству које је освојио у рату 1578-90. Султан Ахмед је уступио границе Персији, које су биле освојене 1555. године.
Међутим, мир се завршио 1615. године, када Шах није послао 200 војника. Дана 22. маја 1615, велики везир Окуз Мехмед-паша је организовао напад на Персију. Мехмед-паша је одложио напад до наредне године, до када су се Сафавиди припремили и напали Гању. У априлу 1616, Мехмед-паша је напустио Алеп са великим бројем војника одакле су отишли у Јереван, где је пропустио прилику да заузме град и где се касније повукао у Ерзурум. Касније је био уклоњен са положаја и замењен са Дамат Халил-пашом. Халил-паша је за зиму остао у Дијарбекир, док је Кримски Хан, Џанибек Гирај, напао подручја Гања, Накхиџевен и Јулфа.

## Капитулација и трговински уговори
Ахмед је обновио трговинске споразуме са Енглеском, Француском и Венецијом. У јулу 1612. први трговински уговор са Холандијом је потписан, што је било први пут у историји османске империје. Он је дате капитулације проширио у Француску, наводећи да трговци из Шпаније, Португалије, Каталоније, Дубровника, Ђенове, Анкона и Фиренце могу слободно трговати под француском заставом.

## Лични живот
Он је био рођен у Маниси, као син престолонаследника Мехмеда III и султаније Хандан, којег је наследио 1603. године, када је имао 13 година. Он је прекинуо традицију братоубиства, и послао је свог млађег брата Мустафу у стару палату заједно са Мустафином мајком и султанијом Сафије. Ахмед је био познат по својим способностима у мачевању, поезији, јахању и одличном познавању бројних језика. Ахмедов изгубљени стриц Јахја није био задовољан због тога што је Ахмед постао султан, и већину свог живота је провео у сплеткама да добије престо. Имао је две рођене сестре, Хатиџе и Шах.
Султан Ахмед I је саградио једну од најлепших и највећих џамија у Истанбулу, Султан Ахмедову џамију, познатију такође под именом "Плава Џамија".
Његова најпознатија супруга је била Султанија Махпејкер Косем, која је била мајка Мурата IV и Ибрахима, Султан је такође био ожењен и са Махфируз Хатиџе Султанијом која је била мајка Османа II. Након што је 1617. године султан Ахмед умро, престо је наследио његов брат Мустафа I, јер је његов син Осман био премлад, мада када је Ахмет умро Осман је имао 13 година, а баш онолико година са колико се и сам Ахмед попео на престо. Султан Ахмед био је отац три будућа султана: Османа II, Мурата IV и Ибрахима.
Ахмед је такође био песник, и писао је под псеудонимом Бахти, а своје песме најчешће је посвећивао својој миљеници, султанији Косем. Имао је свој врт где је узгајао цвеће разних врста, у тој колекцији су се посебно налазили јасмини, омиљено цвеће султаније Косем.
Такође, султан Ахмед I веома је волео лов, а омиљено место за лов било му је Једрене, бивша престоница Османског царства, а касније ловачка резиденција будућих султана.
Када је ступио на власт, под утицајем своје мајке, склонио је султанију Сафије из центра моћи и палате, протеравши је у Стару палату, као и султанију Халиме. Да би додатно учврстио њихово слабљење, најпре је удао у јуну своје тетке, ћерке султаније Сафије (Ајше-султанију, Фатму-султанију и Михримах-султанију) за себи одане паше, а у новембру своје полусестре, ћерке султаније Халиме. Како је султанија Хандан желела да стекне превласт у харему, убедила је свог сина да уда њене све најстарије кћери. Ахмед је, према писању италијанских амбасадора, султан који је јако често удавао женске чланове династије, чешће своје тетке него сестре. Велико уважавање за време његове владавине је имала његова пра-тетка султанија Гевхерхан, коју је сматрао заслужном за његово постојање, пошто је подарила његову мајку његовом оцу још у принчевско доба.

### Љубав према вери
Ахмедово залагање и љубав према Исламу било је фасцинантно. Он је владао и живео скроз по религијским правилима, баш онако како је описано у Курану. Због своје велике побожности, Ахмед је лично наредио да се граде мање џамије у околним Османским земљама, такође је лично спашавао угрожене муслимане који су се налазили у католичким земљама. Ахмед је саградио многе џамије широм света, али оне су све мање познате. Он је веома често ишао у џамију, и увек би се помолио. Увео је правило да се сваки становник у Истанбулу мора помолити молитвом у петак. Ахмед је својевољно прихватао све једнобожне религије, али је оштро критиковао многобожне религије.

## Смрт
Султан Ахмед је умро 22. новембра 1617. године, од последице тифуса, са свега 27 година. Након његове смрти, на двору је завладала паника, јањичари су на престо желели Ахмедовог најстаријег сина Османа, који је тада имао око 13 година, док су најугледнији људи из државног врха желели да поставе његовог полубрата Мустафу на престо. Ипак, уз преговоре јаничари су дали пристанак, те је Мустафа постао нови султан. Сматра се такође да је велики утицај о Мустафином устоличењу имала и Ахмедова супруга Султанија Косем, јер се бојала да ако Осман дође на престо можда ће хтети да погуби њене синове. Ипак, због Мустафиног лошег менталног стања и немогућности да влада државом, следеће године био је устоличен Осман II.
Тројица од дванаест његових синова су дошли на престо, то су били: Осман II (1618−1622), Мурат IV (1623−1640) и Ибрахим (1640−1648).

## Породица

### Супруге
- Махфирузе-султанија
- Косем-султанија

### Мушка деца
- Осман II
- шехзаде Мехмед
- шехзаде Селим (27. јун 1611 – јул 1611; мајка – Косем)
- Мурад IV
- шехзаде Бајазит
- шехзаде Хусејин (14. новембар 1613 – 1617; мајка – Махфирузе)
- шехзаде Касим
- шехзаде Сулејман
- Ибрахим I

### Женска деца
- Гевхерхан-султанија (фебруар 1605- 1631);
- Косем-султанија (1606 — март 1612);
- Ајше-султанија (1607 — 1675);
- Фатма-султанија (1608 — март 1671);
- Ханзаде-султанија (1609 — 23. септембар 1650);
- Атике-султанија (1608 — 1660);
- Умигулсум-султанија (1616 — након 1690);

## Популарна култура
У ТВ серији Muhteşem yüzyıl: Kösem његов лик глуми турски глумац Екин Коч.

## Породично стабло
|  |                      |  |  |  |  |  |  |  |  |  |  |  |  |  |  |  |
|  | 8. Селим II          |  |  |  |  |  |  |  |  |  |  |  |  |  |  |  |
|  |                      |  |  |  |  |  |  |  |  |  |  |  |  |  |  |  |
|  |                      |  |  |  |  |  |  |  |  |  |  |  |  |  |  |  |
|  | 4. Мурат III         |  |  |  |  |  |  |  |  |  |  |  |  |  |  |  |
|  |                      |  |  |  |  |  |  |  |  |  |  |  |  |  |  |  |
|  |                      |  |  |  |  |  |  |  |  |  |  |  |  |  |  |  |
|  | 9. Султанија Нурбану |  |  |  |  |  |  |  |  |  |  |  |  |  |  |  |
|  |                      |  |  |  |  |  |  |  |  |  |  |  |  |  |  |  |
|  |                      |  |  |  |  |  |  |  |  |  |  |  |  |  |  |  |
|  | 2. Мехмед III        |  |  |  |  |  |  |  |  |  |  |  |  |  |  |  |
|  |                      |  |  |  |  |  |  |  |  |  |  |  |  |  |  |  |
|  |                      |  |  |  |  |  |  |  |  |  |  |  |  |  |  |  |
|  | 5. Султанија Сафије  |  |  |  |  |  |  |  |  |  |  |  |  |  |  |  |
|  |                      |  |  |  |  |  |  |  |  |  |  |  |  |  |  |  |
|  |                      |  |  |  |  |  |  |  |  |  |  |  |  |  |  |  |
|  | 1. Ахмед I           |  |  |  |  |  |  |  |  |  |  |  |  |  |  |  |
|  |                      |  |  |  |  |  |  |  |  |  |  |  |  |  |  |  |
|  |                      |  |  |  |  |  |  |  |  |  |  |  |  |  |  |  |
|  | 3. Султанија Хандан  |  |  |  |  |  |  |  |  |  |  |  |  |  |  |  |
|  |                      |  |  |  |  |  |  |  |  |  |  |  |  |  |  |  |
|  |                      |  |  |  |  |  |  |  |  |  |  |  |  |  |  |  |